# Jam Master Jay

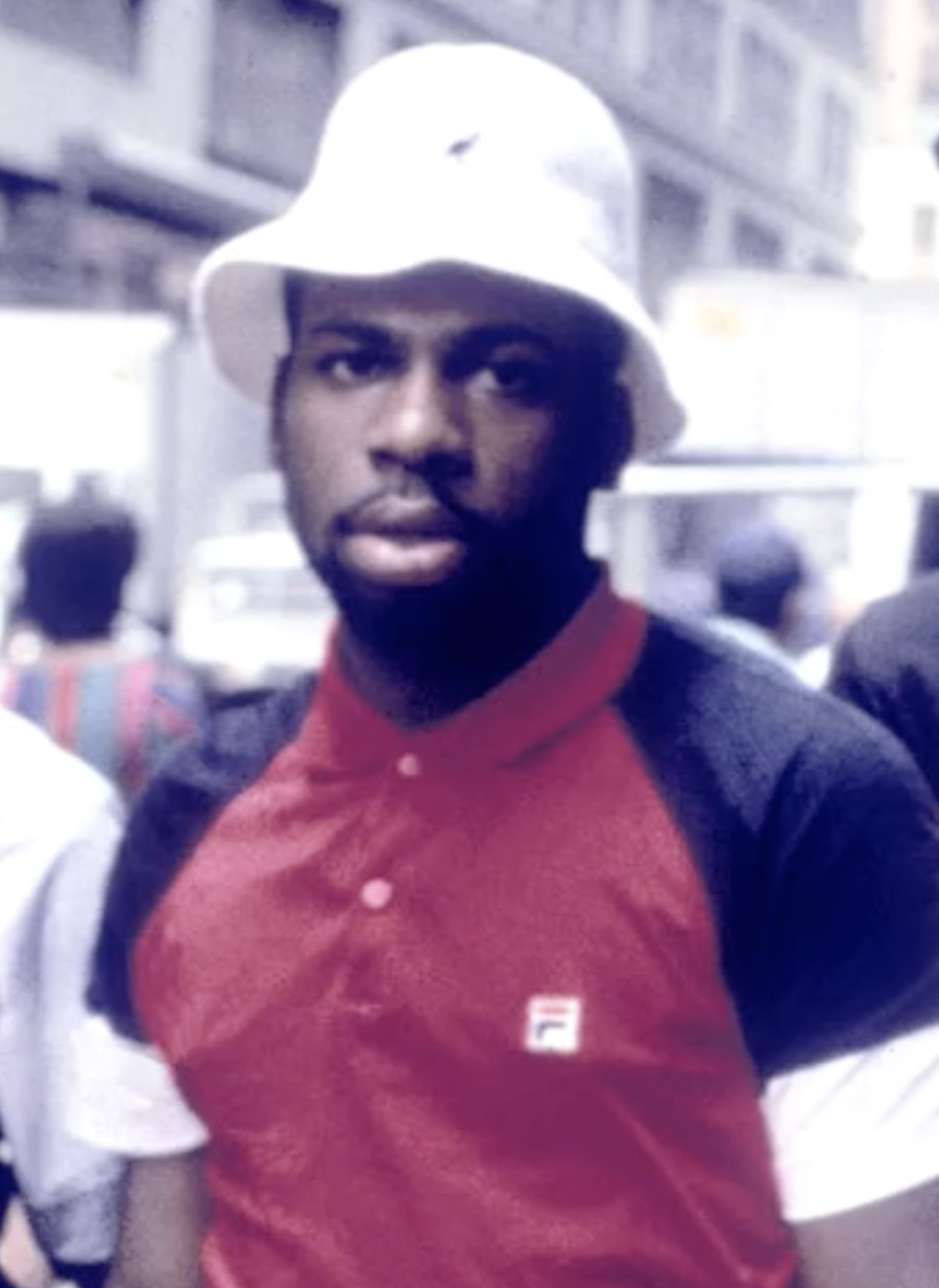
Jam Master Jay (1985)

Jam Master Jay (* 21. Januar 1965 in Brooklyn, New York City als Jason William Mizell; † 30. Oktober 2002 in Queens, New York City) war ein US-amerikanischer DJ und Mitgründer der Hip-Hop-Band Run-D.M.C.

## Werdegang
Mizell wurde im New Yorker Stadtbezirk Brooklyn geboren. Im Alter von zehn Jahren zog er mit seiner Familie nach Queens. Der spätere Run-DMC-DJ spielte in verschiedenen Gruppen Bass und Schlagzeug. 1983 gründeten Jay, DJ Run und DMC die Gruppe Run-DMC. Noch im selben Jahr unterschrieb die Band einen Vertrag bei dem Label Profile Records.
Jam Master Jay gründete später die Scratch DJ Academy in Manhattan. Dort konnten Kinder das DJing erlernen. 1989 startete Jay das Label Jam Master Jay Records, welches durch die Hip-Hop-Gruppe Onyx Erfolge verzeichnen konnte.

## Tod
Mizell starb am 30. Oktober 2002 bei einem Mordanschlag. Er befand sich zu diesem Zeitpunkt in einem Aufnahmestudio im Stadtbezirk Queens. Urieco Rincon, der ebenfalls im Studio zugegen war, wurde durch einen Schuss ins Bein verletzt. Mizell, der von der Kugel in den Kopf getroffen wurde, hinterließ seine Ehefrau Terri und drei Kinder. Er wurde auf dem Ferncliff Cemetery in Hartsdale, New York beerdigt. Für fast zwei Jahrzehnte gab es in dem Fall keine bedeutenden Ermittlungsfortschritte, bis schließlich am 17. August 2020 zwei ehemals mit ihm befreundete Männer von der US-Staatsanwaltschaft für den Eastern District von New York wegen des Mordes an Mizell angeklagt und im Februar 2024 schuldig gesprochen wurden. Die Beschuldigten sollen die Tat aufgrund eines Kokaindeals, an dem das Opfer beteiligt und worüber ein Streit über die Verteilung entstanden war, begangen haben.